# Швеція на зимових Олімпійських іграх 1932

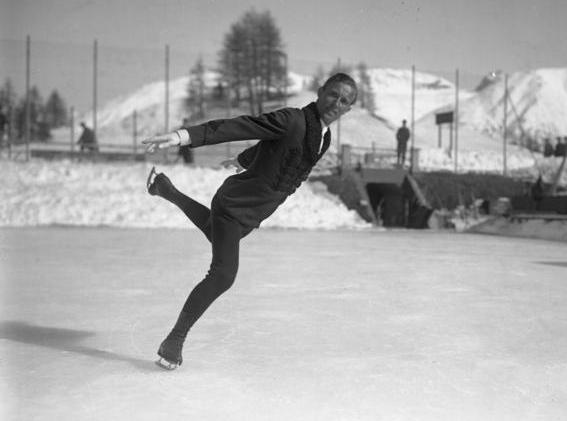
Срібний медаліст Їлліс Графстрем

Швеція брала участь у Зимових Олімпійських іграх 1932 року у Лейк-Плесід (США) утретє за свою історію, і завоювала дві срібні і одну золоту медалі. Збірну країни представляли 12 спортсменів (11 чоловіків та 1 жінка) у 5 видах спорту.

## Золото
- Лижні перегони, чоловіки — Свен Уттерстрем.

## Срібло
- Фігурне катання, чоловіки — Їлліс Графстрем.
- Лижні перегони, чоловіки — Аксель Вікстрем.